# Billy Kay
Billy Kay (nome completo: William Nathan Kay) (New York, 10 aprile 1984) è un attore statunitense.

## Biografia
Figlio di Brandon e Linn Kay (quest'ultima attrice di Broadway), Kay ha intrapreso la carriera d'attore in giovanissima età, debuttando a soli tre anni nel film Tre scapoli e un bebè del 1987.
Dopo aver preso parte, al film Se cucini ti sposo (2000), l'anno seguente ha recitato nel film L.I.E. insieme al coetaneo Paul Dano, e nel 2002 è stato nel cast del film Halloween - La resurrezione.
Kay ha partecipato anche a varie serie televisive, tra cui Il tocco di un angelo (2003) e Streghe (2005).
Il suo lavoro ha riscosso positivi apprezzamenti dal pubblico e dalla critica: ha conseguito una vittoria e 4 nomination agli awards. Tra essi nel 2002, per gli Independent Spirit Awards, Kay è stato nominato come miglior attore non protagonista.

## Filmografia parziale
- Tre scapoli e un bebè (3 Men and a Baby) (1987)
- C'era una volta una principessa (Zoya) (1995)
- Nathan Grimm (1998)
- The Newcomers (2000)
- Le vele della libertà (Magic of Marciano - Le vele della libertà) (The Magic of Marciano) (2000)
- Se cucini, ti sposo (Time Share), regia di Sharon von Wietersheim (2000)
- Sentieri (The Guiding Light) (Guiding Light) (2000)
- L.I.E. (2001)
- The Gray in Between (2002)
- In My Life (2002)
- Law & Order - Unità vittime speciali (Law & Order: Special Victims Unit), episodio "Feste di adolescenti" (Popular) (2002)
- A Wedding Story: Josh and Reva (2002)
- Halloween: la resurrezione (Halloween: Resurrection) (2002)
- Il tocco di un angelo (Touched by an Angel), episodio "Realtà virtuale" ("Virtual Reality") (2003)
- La battaglia di Shaker Heights (The Battle of Shaker Heights) (2003)
- Debating Robert Lee (2004)
- CSI: Miami, episodio "Vincita mortale" ("Wannabe") (2004)
- Streghe (Charmed), episodio "L'amico immaginario" ("Imaginary Fiends") (2005)
- Wasted (2005)

## Doppiatori italiani
Nelle versioni in italiano delle opere in cui ha recitato, Billy Kay è stato doppiato da:
- Davide Perino in CSI: Miami
- Simone Crisari in Blue Bloods